# Christian Gottfried Giebel
Christian Gottfried Giebel ou Christian Gottfried Andreas Giebel (13 septembre 1820 à Quedlinbourg - 14 novembre 1881  à Halle-sur-Saale) est un zoologiste et paléontologue prussien.

## Biographie
Christian Gottfried Giebel est né le 13 septembre 1820 à Quedlinbourg, fils du brûleur à chaux Christoph, dont les ancêtres possédaient déjà le brûleur à chaux, et de sa femme Johanna Keilholz. Là, il a pu travailler avec des pierres dans ses premières années. Il a également examiné les découvertes osseuses de créatures de l'ère glaciaire, ce qui a suscité son intérêt pour la science.

### Formation
Il a fréquenté un lycée dans sa ville natale puis est allé à l'Université de Halle pour étudier les mathématiques et les sciences naturelles. Ses professeurs étaient Ernst Friedrich Germar et Hermann Burmeister. À l'université, il a fondé l'Association des sciences naturelles à Halle. Giebel a agi en tant que directeur pour cela et a ensuite publié la revue pour l'ensemble des sciences naturelles avec l'association.
Alors que Giebel voulait initialement étudier pour devenir enseignant, il a renoncé à ce souhait et a étudié la paléontologie et la zoologie. Il obtient son doctorat à Halle en 1845 avec une thèse sur les hyènes fossiles.

### Activités
En 1848, il obtient le titre de maître de conférences dans ces matières. Il a donné des conférences sur la zoologie à plusieurs reprises au nom de Burmeister et Germar, qui étaient à l'étranger. Cependant, cela ne suffisait pas à Giebel pour gagner suffisamment d'argent, il voulait devenir professeur d'université, mais n'a pas obtenu ce poste au début. Il a comblé cette phase avec des publications scientifiques populaires. Ce n'est qu'en 1858 qu'il est nommé professeur associé ; après que Burmeister eut finalement déménagé en 1861, Giebel devint son successeur professeur titulaire de zoologie à l'Université de Halle et directeur du musée zoologique. Cela a également changé son domaine d'intérêt, après avoir traité auparavant des animaux disparus, il s'est maintenant tourné vers les animaux vivants.
Wilhelm Hess décrit Giebel comme un zoologiste diligent et compétent qui s'est opposé au darwinisme. De plus, Giebel a réussi à exprimer les résultats de ses recherches scientifiques d'une manière généralement compréhensible. Cependant, sa santé a été altérée par le travail ininterrompu de Giebel et il a dû être opéré pour une maladie de l'homme de pierre. Peu de temps avant sa mort, il abandonne son poste de professeur et subit plusieurs accidents vasculaires cérébraux, mourant finalement le 14 novembre 1881 à Halle à l'âge de 61 ans.

## Hommage

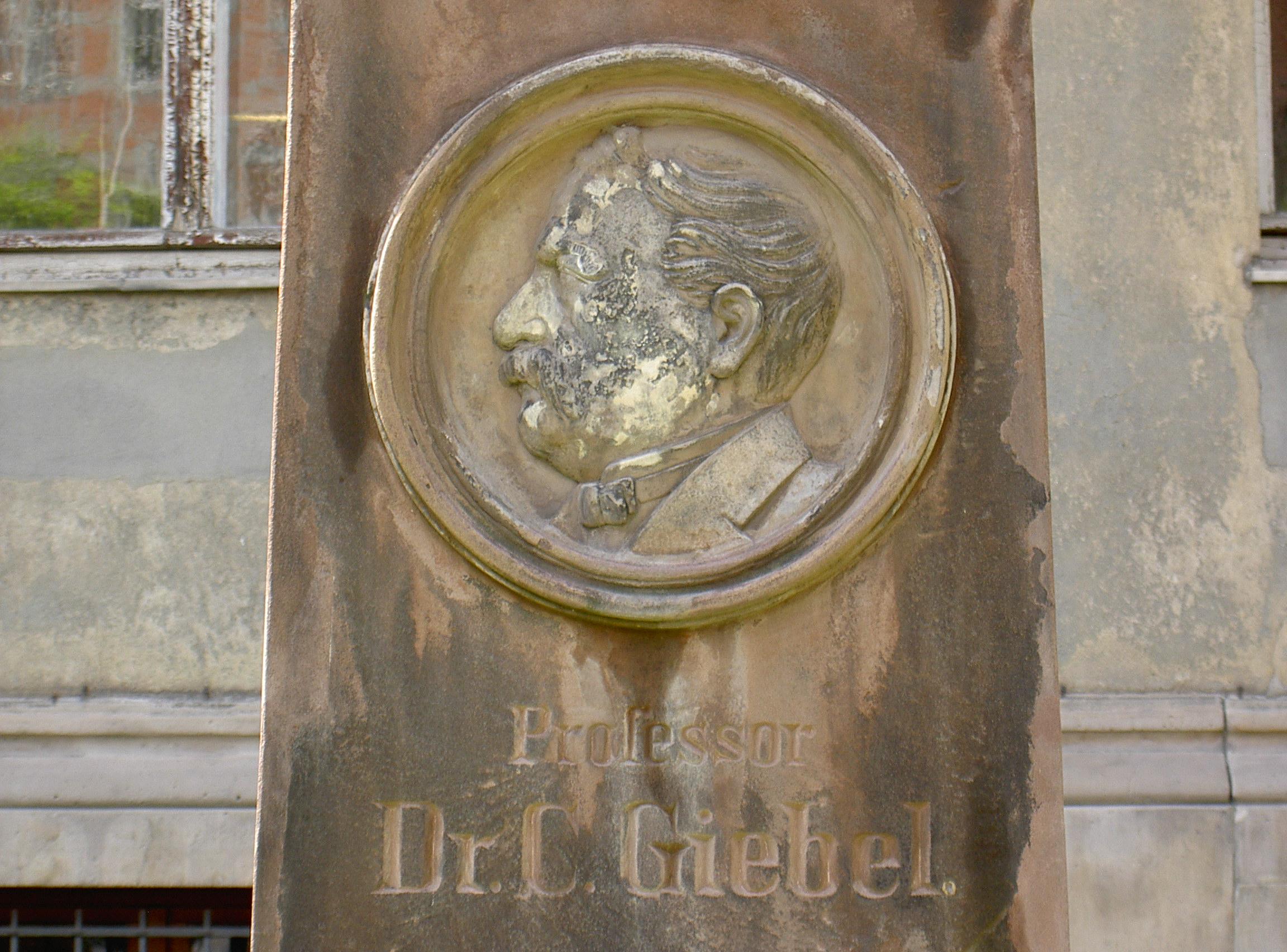
Christian (aussi: Christoph) Gottfried Andreas Giebel, pierre commémorative à Halle.

Giebel était membre de la Leopoldina et docteur honoris causa en médecine.

## Publications
Il a fait preuve d'une diligence particulière dans les publications qui étaient pour la plupart des ouvrages de référence ou des manuels.

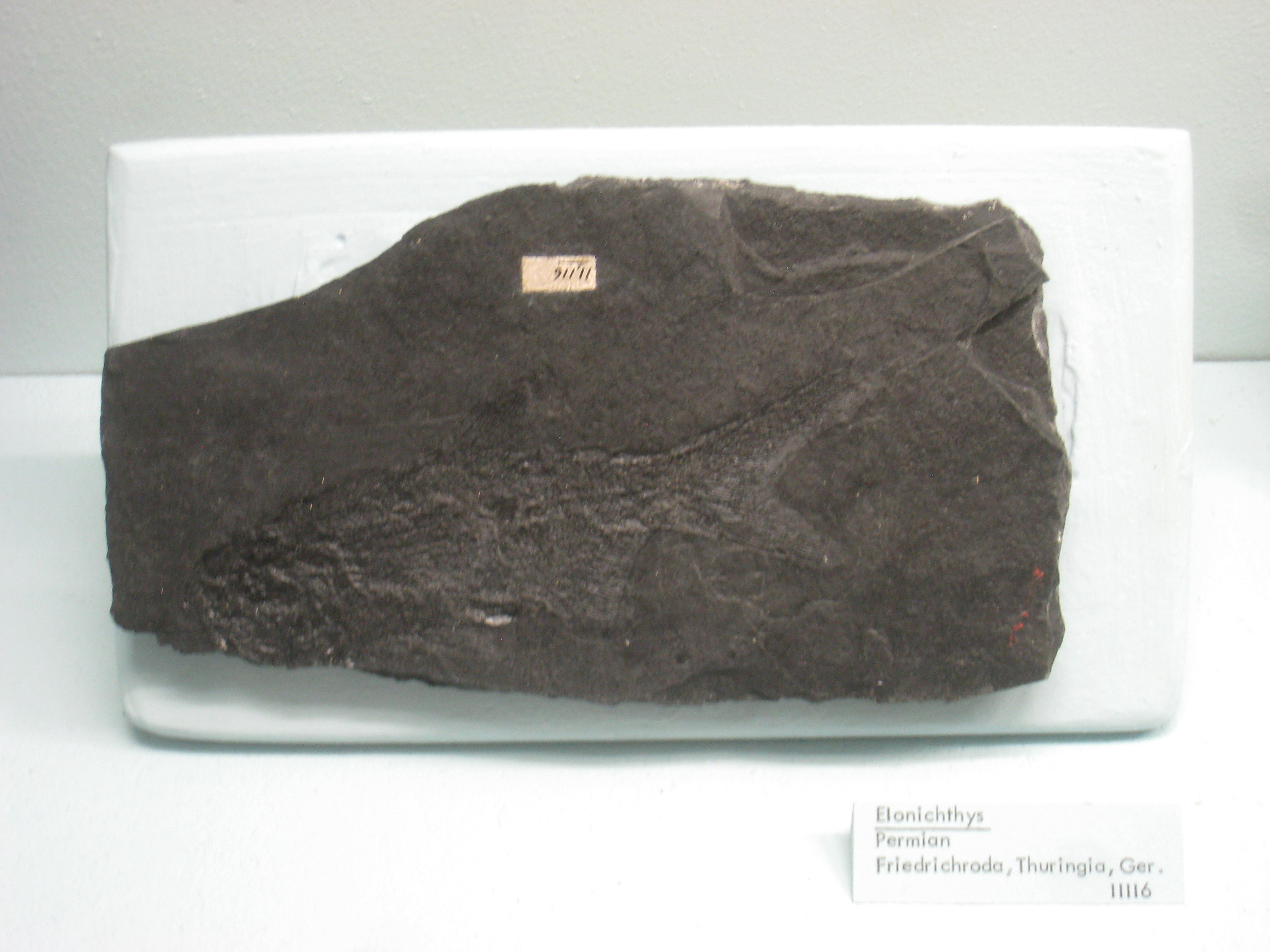
Première description du genre de poisson ganoïde Elonichthys en 1848, spécimen au musée d'histoire naturelle de l'Université du Michigan.

- Das vorweltliche, wollhaarige Rhinozeros des Gevekenberges. Dissertation, 1845
- Paläozoologie. Entwurf einer systematischen Darstellung der Fauna der Vorwelt. Merseburg 1846
- Fauna der Vorwelt. Leipzig 1847–56, 3 Bände unvollendet
- Gaea excursoria germanica. Leipzig 1848
- Allgemeine Paläontologie. 1852
- Odontographie. Leipzig 1854
- Die Säugetiere. Leipzig 1853–55 Digitalisat bei Google
- Petrefacta Germaniae. Leipzig 1866
- Insecta epizoa. nach Nitzsch’ Nachlass bearbeitet, Leipzig 1874
- Thesaurus ornithologiae. Leipzig 1872–77, 3 Bände
- Gaea excursoria germanica. Leipzig 1848
- Lehrbuch der Zoologie. Darmstadt 1857; 6. Auflage 1880
- Tagesfragen aus der Naturgeschichte. 3. Auflage, Berlin 1859
- Naturgeschichte des Tierreichs. Leipzig 1858 bis 1864, 5 Bände
- Landwirtschaftliche Zoologie. Glogau 1869
- Der Mensch, sein Körperbau, seine Lebenstätigkeit etc. Leipzig 1868
- Vogelschutzbuch. 1868, 4. Auflage Berlin 1877